# Каниса, Денис
Де́нис Рамо́н Кани́са Аку́нья (исп. Denis Ramón Caniza Acuña; род. 29 августа 1974, Белья-Виста-Норте) — парагвайский футболист, выступавший на позиции защитника. Участник чемпионатов мира 1998, 2002, Чемпионат мира по футболу 2006 и 2010 годов в составе сборной Парагвая. Участник Кубка Америки 1999 и 2001 годов.

## Биография
Начал профессиональную карьеру в асунсьонской «Олимпии» в 1994 году. Довольно скоро получил вызов из сборной Парагвая и с 1996 года довольно регулярно выступал за национальную команду. После чемпионата мира 2006 года, уже третьего в карьере Канисы, игрок принял решение завершить выступления за сборную, однако в 2007 году принял приглашение вновь назначенного главного тренера сборной аргентинца Херардо Мартино возобновить выступления за «Альбироху», где высоко ценится его универсальность — умение сыграть как в центре обороны, так и в середине поля.
Между тем, на клубном уровне Каниса впервые решил сменить команду лишь в 1999 году. Поиграв 2 сезона за аргентинский «Ланус», он перебрался в Мексику, где успешно выступал за три команды. В 2008 году вернулся в «Олимпию». В 2009 году в очередной раз стал чемпионом Парагвая (Клаусура), однако сделал он это с клубом «Насьональ», который выиграл свой первый трофей за последние 63 года.
С 2010 по 2011 выступал за мексиканский клуб «Леон».

## Титулы и достижения
- Чемпион Парагвая (6): 1995, 1997, 1998, 1999, 2009 (Клаусура), 2011 (Апертура)
- В 2010 году награждён особой премией Президента Парагвая за выступления в национальной сборной[1]